# Фаулър
Фаулър (на английски: Fowler) е град в окръг Отеро, щата Колорадо, САЩ. Фаулър е с население от 1206 жители (2000) и обща площ от 1,3 km². Намира се на 1323 m надморска височина. ЗИП кодът му е 81039, а телефонният му код е 719.